# Trombocitèmia
Una trombocitèmia o trombocitosi és la presència de compte de plaquetes alts, i pot ser primària (anomenada també essencial i és causada per una malaltia mieloproliferativa) o reactiva (també anomenada secundària). Encara que sovint són asimptomàtiques (en particular quan es tracta d'una reacció secundària), pot predisposar a la trombosi en alguns pacients. En contrast, una trombocitopènia és un compte de plaquetes baix.
En un individu sa, els marges normals de compte de plaquetes oscil·la entre els 150.000 i 450.000 per mm³ (o microlitre) (150–450 x 10⁹/L). Aquests límits, però, estan determinats pels percentils inferior i superior a 2,5, i una desviació no implica necessàriament cap mena de malaltia. No obstant això, un compte amb més de 750.000 (i sobretot més d'un milió) es consideren prou greus com per justificar una investigació i intervenció.

## Etiologia
Pot ser causat per diversos trastorns:
PrimarisTrombocitèmia essencial (una forma de malaltia mieloproliferativa) i altres malalties mieloproliferatives.
SecundarisEsplenectomia, infeccions que cursen amb una formació de dipòsits purulents, malaltia de Crohn, colitis ulcerosa, neoplàsies malignes.
HereditarisPer trastorns de la membrana plaquetària o trastorns intracel·lulars.
La trombocitèmia secundària és la causa més freqüent d'un recompte elevat de plaquetes. A més, es sol presentar juntament amb l'anèmia hemolítica i la talassèmia, malalties especialment habituals en nens que viuen a l'Orient Mitjà. En casos menys habituals pot estar causat per una deficiència de ferro, com a símptoma post-operatori, efecte secundari de fàrmacs i drogues, i efecte rebot després d'una supressió de la medul·la òssia o quimioteràpia.
Un cop descartades les causes de la trombocitèmia secundària, s'ha de considerar la trombocitèmia clonal, sovint causada per una neoplàsia mieloproliferativa com ara la leucèmia mieloide crònica, l'eritrèmia o la mielofibrosi primària.

## Detecció i símptomes
Els nivells alts de plaquetes no necessàriament indiquen cap problema clínic, i es poden detectar amb un hemograma, és a dir, un recompte sanguini complet de rutina. Tot i això, és important tenir en compte l'historial clínic complet per garantir que l'augment del recompte de plaquetes no es deu a un procés secundari. En aquest cas, sovint es produeix juntament amb una malaltia inflamatòria, ja que els principals estimulants de la producció de plaquetes (per exemple la trombopoetina) estan elevats en aquests estats clínics com a part de la reacció de fase aguda. Un recompte alt de plaquetes també pot presentar-se en pacients amb eritrèmia (recompte elevat de glòbuls vermells), el qual pot suposar un factor de risc addicional i provocar complicacions.
En alguns casos molt poc freqüents, la trombocitèmia pot provocar símptomes d'eritromelàlgia, una sensació de cremor i enrogiment de les extremitats que es resol amb refredament, amb aspirina o ambdues coses.
Finalment, la trombocitèmia (especialment trombocitèmia essencial) pot ser causa potencial de trombofília.
Cal tenir en compte que tot i ser poc habitual, el recompte de plaquetes és susceptible a falsos negatius. Això es deu a la presència d'estructures semblants a les plaquetes a la sang, com ara cristalls de crioglobulina en forma d'agulla, fragments citoplasmàtics de cèl·lules leucèmiques en circulació, bacteris i microvesícules de glòbuls vermells. Per això, l'anàlisi de sang també inclou proves de coagulació i frotis sanguinis. Les proves de laboratori poden incloure: hemograma complet, proves de funció hepàtica, avaluació de la funció renal i velocitat de sedimentació dels eritròcits. Si la causa del recompte elevat de plaquetes encara no està clara, sovint es realitza una biòpsia de medul·la òssia per diferenciar si el recompte elevat de plaquetes és reactiu o essencial.

## Tractament
Sovint, no cal ni és necessari cap tractament per a la trombocitosi reactiva. En casos de recompte especialment elevat es pot considerar administrar aspirina a dosis baixes diàries (com ara 65 mg) per minimitzar el risc d'ictus o trombosi.
Tanmateix, en trombocitèmies essencials, si el recompte de plaquetes és superior a 750.000 o 1.000.000, i sobretot si hi ha altres factors de risc per a la trombosi, pot ser necessari un tractament amb hidroxiurea (un agent citoeducent) o anagrelida (Agrilina).